# 迪克·布萊克
理察·海登·布萊克（英語：Richard Hayden Black，1944年5月15日—）是美國政治人物，共和黨籍，歷任弗吉尼亚州众议院議員（1998年至2006年）、弗吉尼亚州参议院議員（2012年至2020年）。

## 早年經歷
布萊克出生在北維吉尼亞，自幼在佛羅里達州邁阿密成長。他的父親是一名國稅局雇員。布萊克的第一份工作是在邁阿密蛇園工作，進口眼鏡蛇和其它各類毒蛇，並準備將牠們運送到世界各地的動物園。
1962年高中畢業，曾就讀邁阿密大學一年。1963年加入了海軍陸戰隊。越戰期間，他在海軍陸戰隊擔任飛行員，在越南執行了269次戰鬥任務。
回國後，他就讀於佛羅里達大學。畢業後，重返軍隊服役。1994年晉升上校，並於同年退役。

## 政治生涯

### 維吉尼亞州眾議員
在1998年的選舉中，他當選為維吉尼亞州眾議院議員。
他在2005年的選舉中輸給民主黨競爭對手大衛·泊松。

### 維吉尼亞州參議員
在2011年的選舉中，他擊敗了民主黨競爭對手肖恩·米契爾（Shawn Mitchell），成功當選代表第十三選區的維吉尼亞州參議院議員。
2019年1月，布萊克表示他不會在2019年選舉中競選連任參議員，而是在任期結束時退休。

## 政治觀點
布萊克是美國外交政策的批評者。他認為2020年蘇雷曼尼被刺殺是場「悲劇」、並可能導致美國與伊朗的戰爭。

### 敘利亞
2014年4月，布萊克致信敘利亞總統巴沙爾·阿塞德，在信中肯定了阿塞德政府對當地基督徒的保護。
2015年3月，布萊克在接受RT電視台採訪時表示倘若敘利亞大馬士革被伊斯蘭國攻陷，那麼約旦和黎巴嫩也會相繼淪陷，乃至危及到整個歐洲。同年4月，伊斯蘭國在其刊物《達比克》上將布萊克列入敵人名單，稱其為「十字軍」。
2016年4月，布萊克到訪敘利亞，進行為期三天的旅行，期間與布賽娜·沙班、穆罕默德·吉哈德·拉哈姆等敘利亞政治人物會面。
2018年9月，布萊克在Al-Mayadeen电视台上稱英國軍情六處正在計劃對敘利亞進行偽旗化武攻擊並將其歸咎於阿塞德政府。

## 外部連結
- 官方网站（英文）
- 迪克·布萊克的X（前Twitter）
- C-SPAN內的頁面（英文）